# Privacy Badger
Privacy Badger es una extensión de navegador gratuita para Google Chrome, Mozilla Firefox y Opera creada por la Electronic Frontier Foundation (EFF).
Su propósito es promover una aproximación equilibrada a la privacidad en internet entre consumidores y proveedores de contenido bloqueando anuncios y cookies rastreadoras que no respetan las configuraciones de No Seguimiento del usuario. Una parte de su código está basado en Adblock Plus pero Privacy Badger solo bloquea aquellos anuncios que tienen rastreadores integrados.
Privacy Badger automáticamente bloquea la publicidad que te sigue a través de múltiples sitios web y evita que se cargue más contenido publicitario en el navegador LJGM.

## Descripción
La EFF la describe así: "Si un anunciante parece que te está siguiendo a través de múltiples sitios web sin tu consentimiento, Privacy Badger automáticamente bloquea los intentos del anunciante evitando cargar más contenido en tu navegador. Para el anunciante es como si hubieras desaparecido repentinamente."

## Historia
La versión alfa fue lanzada el 1 de mayo de 2014, seguida de una beta el 21 de julio de 2014. En abril de 2017, la EFF anunció que Privacy Badger había superado el millón de usuarios.

## Recepción
Varias publicaciones informaron en mayo del 2014 sobre la publicación de Privacy Badger.
Ars Technica señala que si un anunciante se compromete a respetar las solicitudes de No Rastrear, sus cookies se desbloquearán de Privacy Badger.
Nathan Willis, escribe en Lwn.net y describe a los controladores de deslizamiento verde, amarillo y rojo como una "gran ayuda de visualización", haciéndolo fácil para el usuario habilitar o deshabilitar los rastreadores, describiendo a la extensión mucho más fácil de usar que otras aplicaciones similares.
Kif Leswing, escribiendo para Gigaom, escribe: "La lista negra de Privacy Badger se genera a través de un bloqueo heurístico, lo que significa que mejora cuanto más tiempo se utiliza", y escribió en mayo de 2014 que Privacy Badger "rompe un montón de sitios web", pero lo considera importante ya que es creado por una organización sin fines de lucro, y lo resume como "más que suficiente".

## Competidores
Privacy Badger pertenece a una clase de bloqueadores de rastreo gratuitos que funcionan como plugins del navegador web. Los competidores de Privacy Badger incluyen a Disconnect, uBlock Origin, Redmorph y Ghostery. Privacy Badger también ha sido comparado favorablemente con Blur, que tiene una cuota de suscripción anual.